# Groupement des forces d’intervention rapide

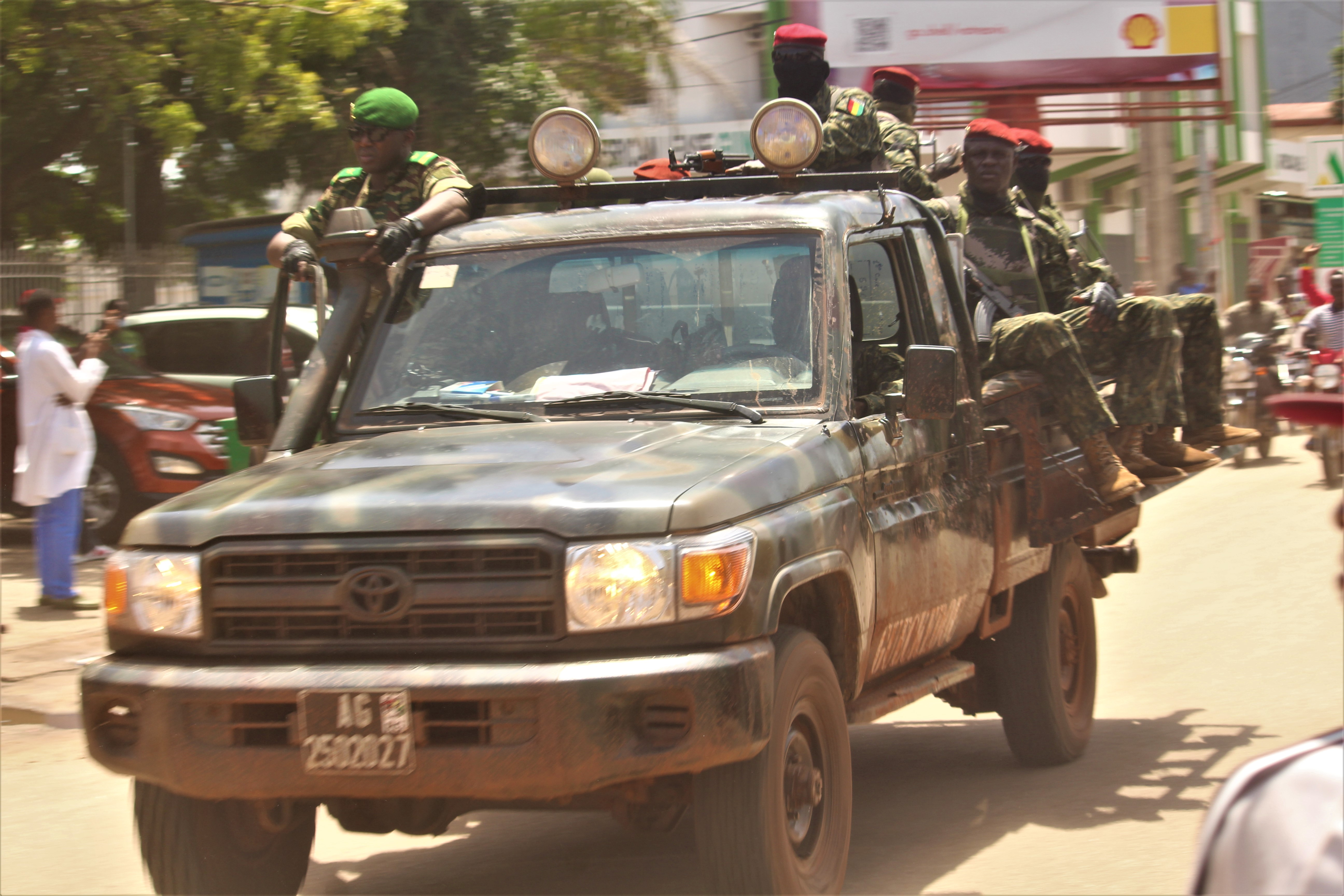
Patrouille du groupement des forces spéciales

Le Groupement des forces d’intervention rapide de la république de Guinée en abrégé (GFIR), est un ensemble d'unités militaires d'élites des forces armées guinéenne et qui ont pour mission principale de mettre en œuvre des actions à développer dans le cadre de la traque, du démantèlement, le grand banditisme, la libération d’otages, la piraterie maritime, les détournements d’aéronefs, l’arrestation des personnes dangereuses, la protection et la sécurité des personnes et des sites névralgiques, les renseignements et la recherche par la surveillance, les patrouilles et la collecte d’informations et des preuves et de la mise hors d’état de nuire des cellules terroristes avant toute action de celles-ci.

## Histoire
Les unités spéciales ont toujours fait partie de l'armée guinéenne, mais c'est en 2018 que la première unité dédiée est constituée en régiment a savoir le groupement des forces spéciales et cette dernier le 22 décembre 2021.

## Organisation
L’organisation, le fonctionnement, les attributions et le site d’implantation du groupement des forces d’intervention rapide seront définis par un arrêté du ministre délégué à la présidence chargé de la défense nationale,.

## Missions
Le groupement des forces spéciales est spécifiquement chargé des missions d'action commando, de reconnaissance, de renseignement, d'antiterrorisme, de recherche et destruction et de tout autre type de missions à caractère spécial.

## Galeries

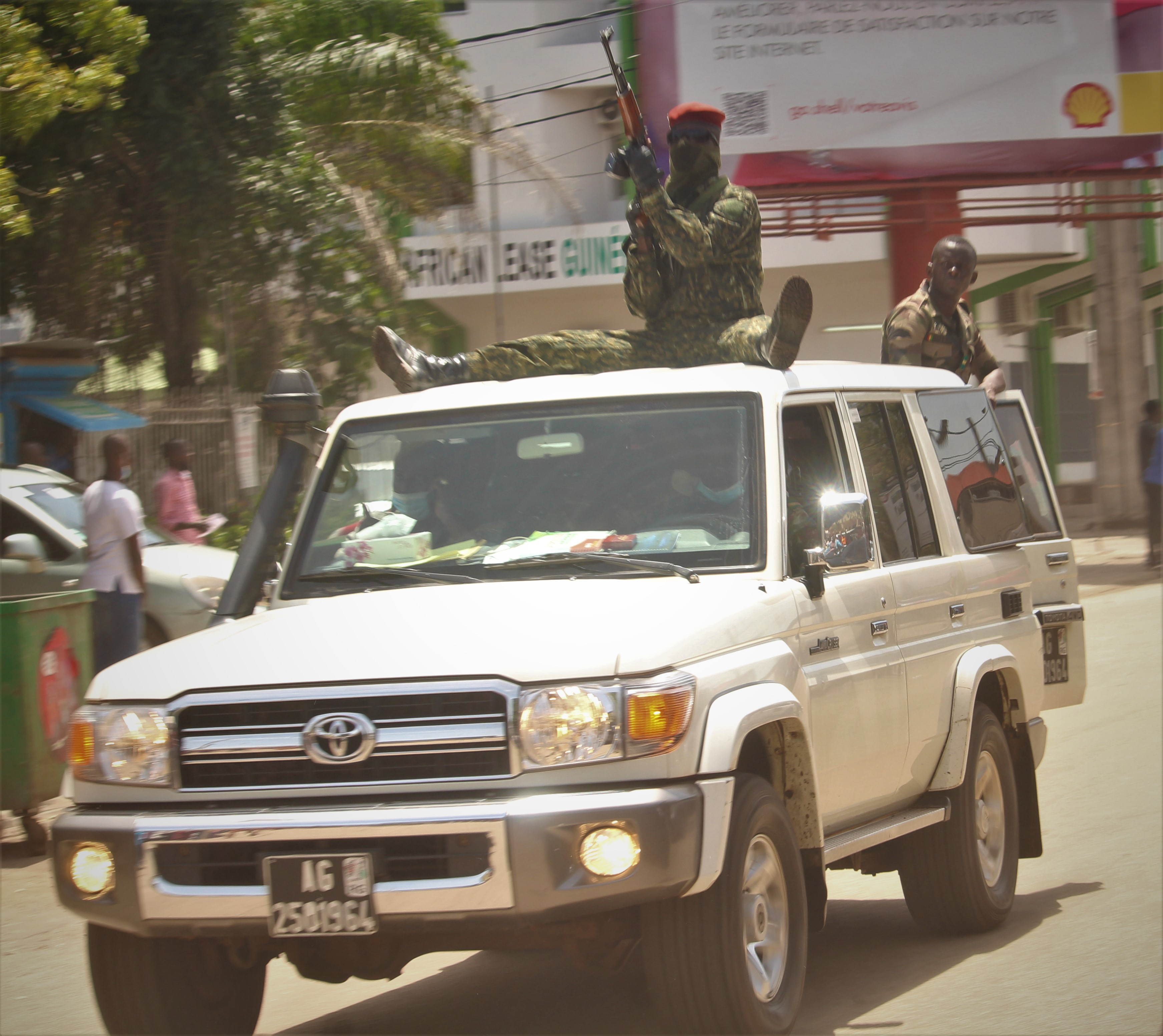
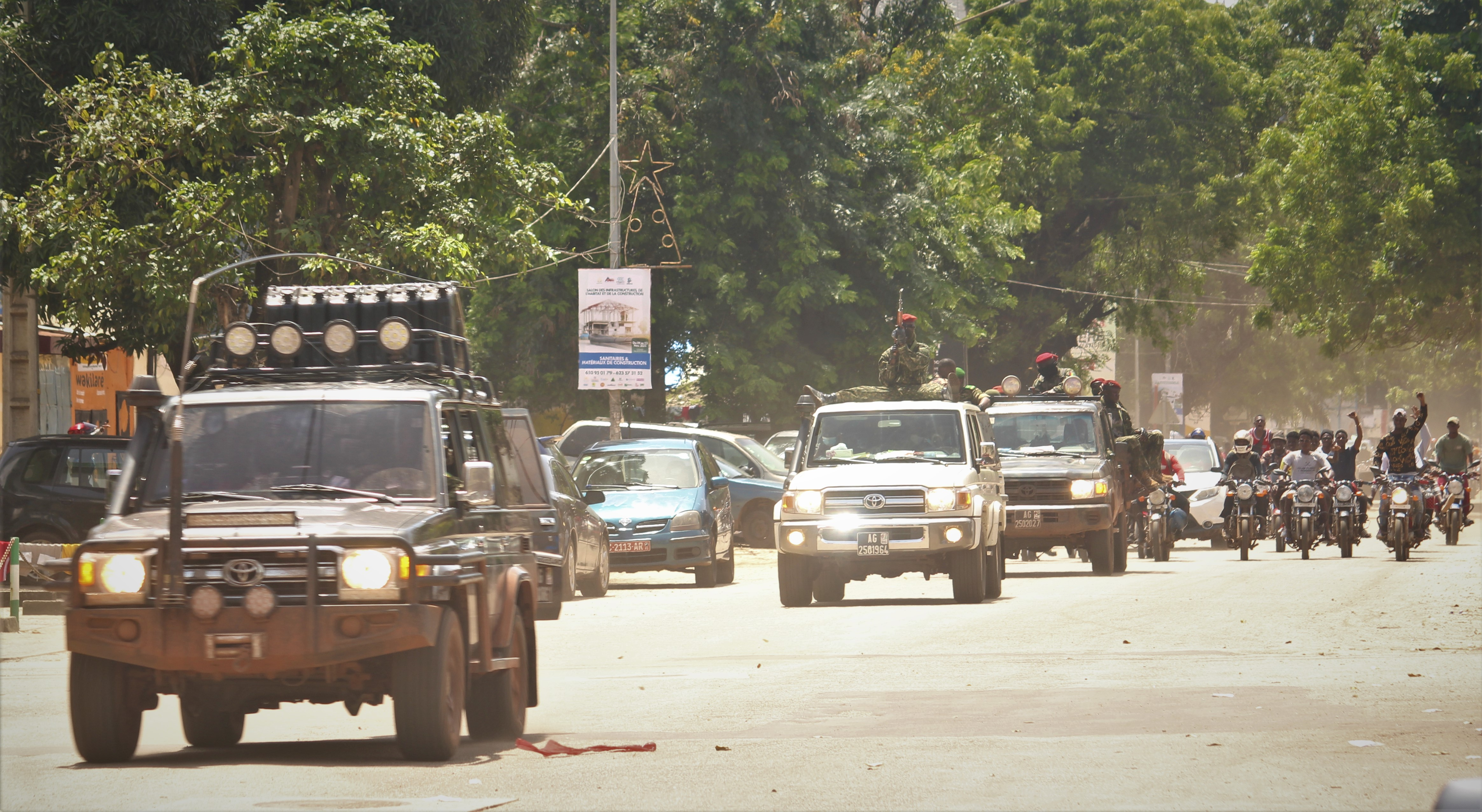